# آمفیلوخیا
آمفیلوچیا (به لاتین: Amfilochia) یک شهرک در یونان است که در Amphilohia Municipality واقع شده‌است.